# Benedict Vilakazi
Benedict Vilakazi, född 9 augusti 1982, är en sydafrikansk fotbollsspelare, mittfältare.
Vilakazi är en av de kortaste seniorspelarna med längden 165 centimeter. Han spelar för den sydafrikanska klubben Black Leopards och har spelat i det sydafrikanska landslaget. Han deltog i afrikanska mästerskapen år 2006 med Sydafrika.
2005 blev han anklagad för sex med minderårig. Det blev rättegång med en, för honom, friande dom.
Han var nära en övergång till den svenska klubben Djurgårdens IF inför Allsvenskan 2005 men det blev aldrig en övergång.
Säsongen 2007-2008 spelade han i danska Ålborg BK.